# 蜂起広場

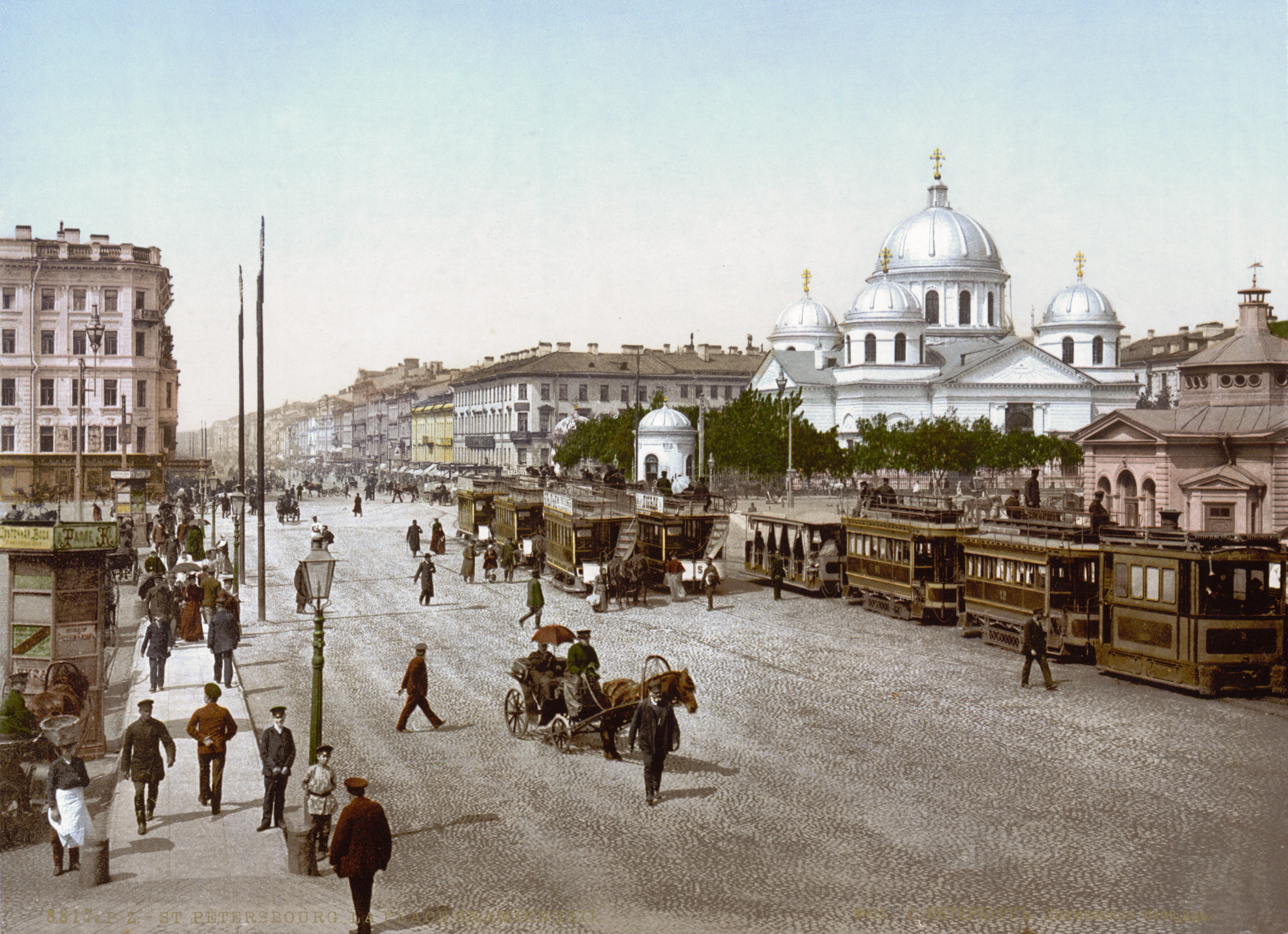
往時の蜂起広場（ザメンスカヤ広場）

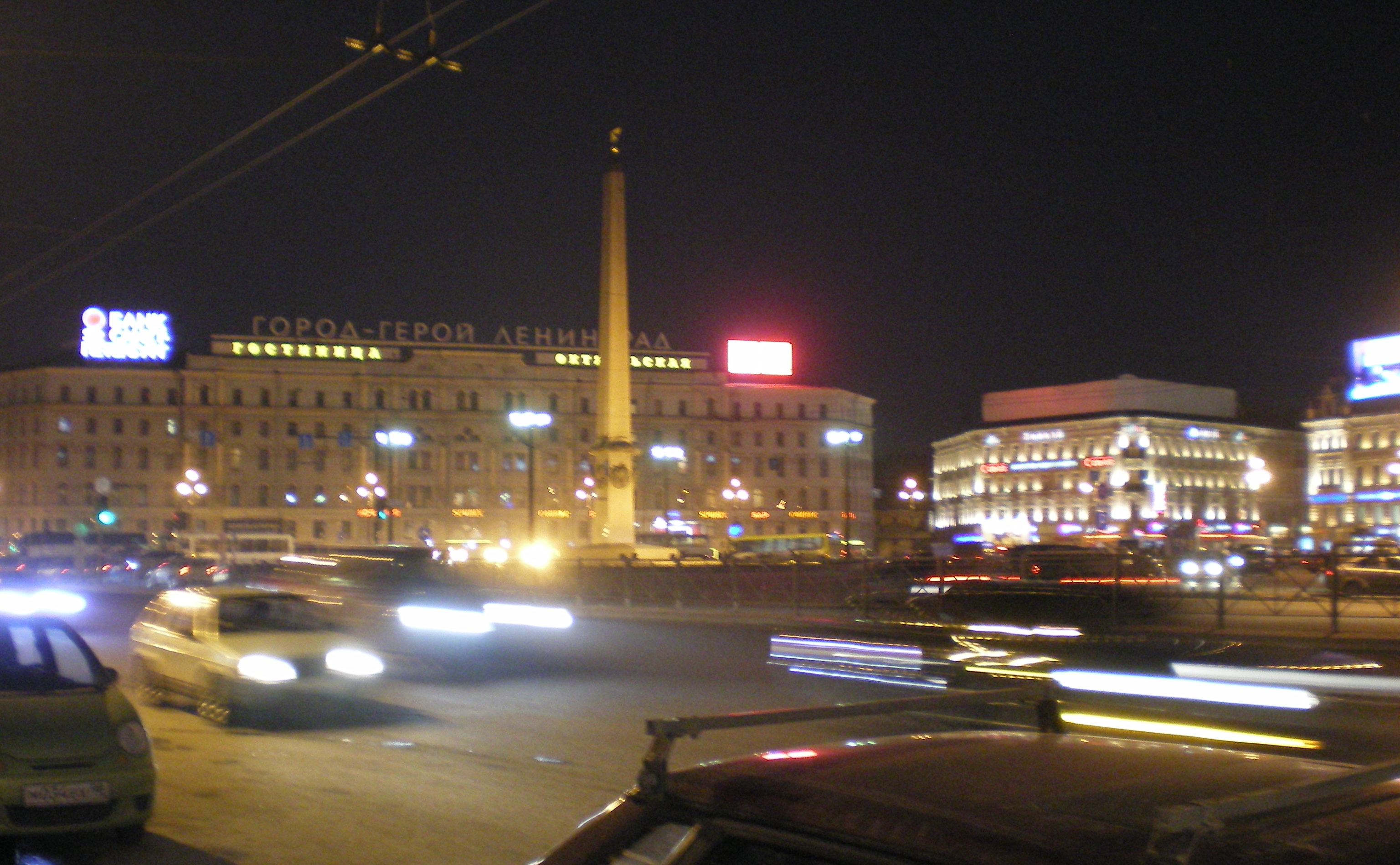
モスコーフスキー駅を出ると、蜂起広場の向かいの十月革命ホテルの上に「英雄都市・レニングラード」の看板が見える

蜂起広場 （ほうきひろば、ロシア語: Пло́щадь Восста́ния＝プローシャチ・ヴォスターニヤ、英語: Uprising Square）はロシア・サンクトペテルブルクのネフスキー大通りの途中にある広場で、モスコーフスキー駅の前にある。二月革命（1917年）以前は「ズナメンスカヤ広場（ロシア語: Зна́менская Пло́щадь＝ズナーメンスカヤ・プローシャチ、英語: Sign Square）」と呼ばれていたが、ボリシェヴィキが権力を握ってからはこの名前で呼ばれてきた。広場の真ん中にはアレクサンドル3世の像があったが、1937年に取り去られて、1985年の勝利記念日（5月9日）には「英雄都市へ贈るオベリスク」が建てられた 。

## 脚注

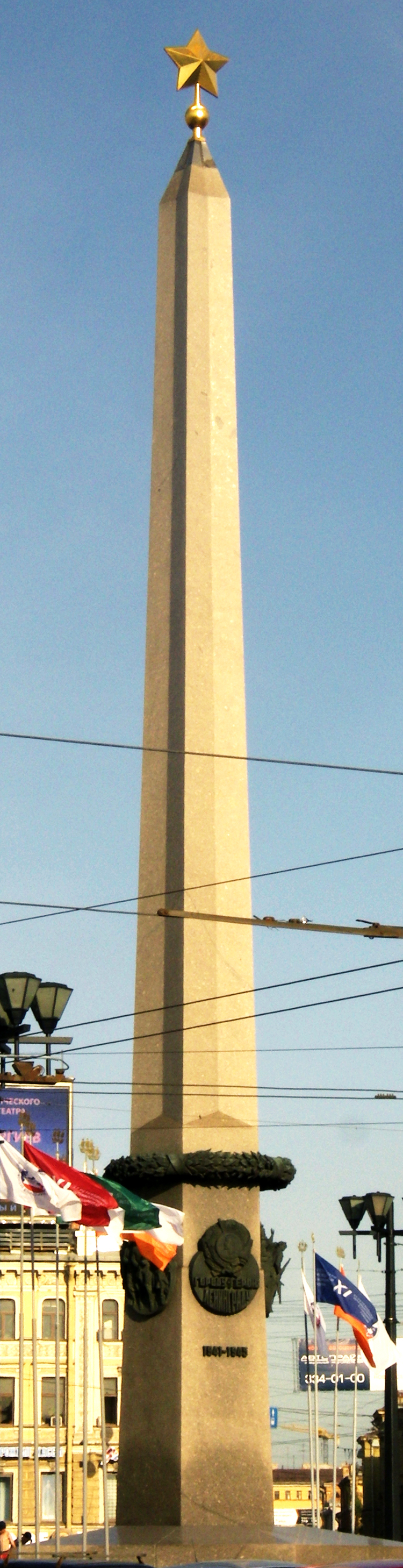
広場の中央にある英雄都市へ贈るオベリスク（1985年）

## 参照項目
- サンクトペテルブルク歴史地区と関連建造物群
- 宮殿広場